# Télécommunications au Ghana
Les télécommunications au Ghana comprennent la radio, la télévision, les téléphones fixes et mobiles et Internet.
Les télécommunications constituent le principal secteur économique du Ghana selon les statistiques de la Banque mondiale en raison de la politique libérale du Ghana en matière de technologies de l'information et de la communication (TIC). Parmi les principaux secteurs d’investissement, 65 % sont destinés aux TIC, 8 % aux communications et 27 % sont répartis entre l’administration publique.

## Liberté de la presse
Après le renversement du gouvernement élu par Jerry Rawlings en décembre 1981, le Conseil provisoire de défense nationale (en) a abrogé les réformes libérales des médias des gouvernements précédents, a aboli la troisième Constitution et la Commission de la presse, et a adopté des lois qui empêchaient la critique du gouvernement ou de ses politiques, a renvoyé les rédacteurs en chef critiques de Rawlings ou du conseil provisoire, la loi sur la détention préventive et les licences de presse qui autorisait la détention indéfinie des journalistes sans procès, et la loi sur les licences de presse qui étouffait le développement des médias privés. La liberté de la presse au Ghana a été rétablie avec la promulgation d'une nouvelle constitution en 1992, des élections présidentielles et parlementaires en novembre et décembre 1992, et un retour à un régime démocratique multipartite le 7 janvier 1993.
Les médias de masse du Ghana sont « parmi les plus libéraux d'Afrique », le Ghana étant classé troisième pays le plus libre d'Afrique et 30e au monde dans l'Indice mondial de la liberté de la presse 2013 de Reporters sans frontières. L'article 21 de la Constitution du Ghana garantit la liberté de la presse et des autres médias, la liberté de parole et d'expression, de pensée et d'information.

## Internet

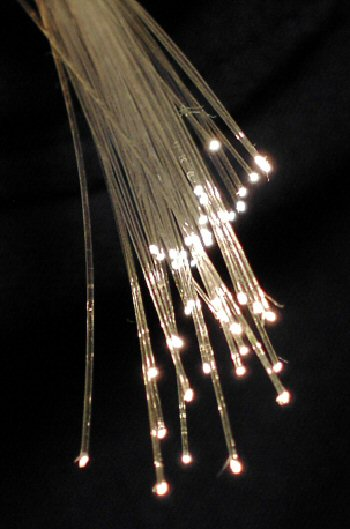
Fibre optique, utilisée pour l'accès Internet haut débit et les télécommunications.

Le domaine de premier niveau du Ghana est .gh.
Le Ghana a été l’un des premiers pays d’Afrique à se connecter à Internet. Avec une vitesse de téléchargement moyenne par foyer de 5,8 En février 2014, le Ghana avait la troisième vitesse la plus rapide du continent africain et la 110e sur 188 pays dans le monde .
En 2009, le nombre d'utilisateurs d'Internet s'élevait à 1,3 million, 93e au monde. En 2012, le nombre d'utilisateurs d'Internet a atteint 4,2 millions (69e au monde) ou 17,1 % de la population (149e au monde).
En 2012, il y avait 62 124 personnes fixes (109e au monde ; 0,3 % de la population, 156e au monde) et 8,2 millions d'abonnements au haut débit (en) sans fil (27e au monde ; 33,3 % de la population, 49e au monde). 
En 2012, il y avait 59 086 hôte internet (en) en activité au Ghana, 93e au monde , et le Ghana s'était vu attribuer 332 544 adresse IPv4 (en), 102e au monde, avec moins de 0,05 % du total mondial, et 13,2 adresses pour 1 000 personnes .
En 2010, il y avait 165 fournisseurs d'accès Internet autorisés, dont 30 étaient en activité.

### Censure et surveillance d'Internet
Il n’existe aucune restriction gouvernementale sur l’accès à Internet, ni de rapports indiquant que le gouvernement surveille les courriers électroniques ou les forums de discussion sur Internet sans contrôle judiciaire. Les individus et les groupes expriment pacifiquement leurs opinions via Internet, notamment par courrier électronique.
Bien que la Constitution et la loi garantissent la liberté d’expression et de la presse, le gouvernement restreint parfois ces droits. La police arrête et détient arbitrairement des journalistes. Certains journalistes pratiquent l’autocensure. La Constitution interdit toute ingérence arbitraire dans la vie privée, la famille, le domicile ou la correspondance, et le gouvernement respecte ces interdictions dans la pratique.
En 2002, le gouvernement du Ghana a censuré la couverture médiatique sur Internet des violences tribales dans le Nord du Ghana.

## Radio et télévision

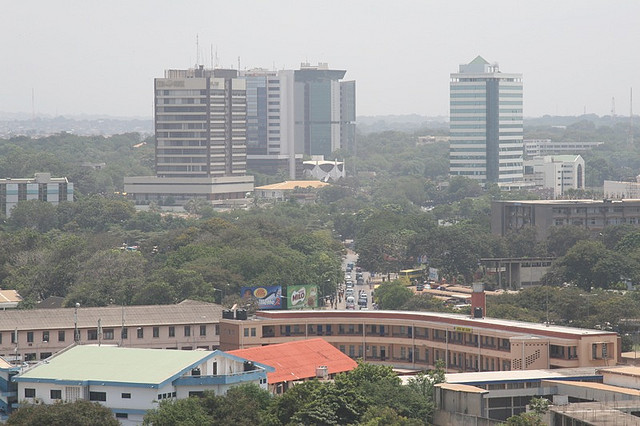
Siège social des entreprises de communication de masse et des médias de masse.

En 2007, le Ghana était desservi par une chaîne de télévision publique, deux réseaux de radio publics, des chaînes de télévision privées et un certain nombre de stations de radio privées. Des diffuseurs internationaux et des services d’abonnement à la télévision par câble et par satellite étaient disponibles. En 2010, il y avait 140 stations de radio autorisées, dont 84 en activité, et 32 stations de télévision autorisées, dont environ 26 en activité. Les diffuseurs de télévision comprennent First Digital TV (ATV, BTA, FAITH TV, CHANNEL D, STAR TV, FTV, SPORTS 24, CINIMAX, PLANET KIDZ) TV Africa (en), Metro TV (Ghana) (en), TV3 Ghana (en), GTV, GH One TV  et Viasat 1 (en) . 
La Ghana Broadcasting Corporation (GBC), fondée par décret en 1968, est l'agence d'État qui fournit des services de radio et de télévision civile. Il a été créé pour le développement des secteurs de l’éducation et du divertissement de Mass media in Ghana (en)et pour améliorer les connaissances du peuple ghanéen.
L’industrie de la télévision a connu une croissance au cours de cette période dans le pays. De nombreuses chaînes de télévision ont été créées dans le pays et, que cela nous plaise ou non, elles ont façonné les sociétés de nombreuses manières. Les 5 meilleures chaînes de télévision au Ghana selon Green Views Residential Projects sont GTV (Ghana Television), Citi TV, UTV (United Television), TV3 et GHOne TV (en) (Ghana One Television) .

## Téléphones

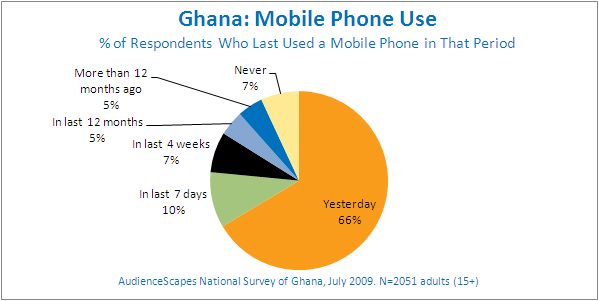
Ghana mobile phone and smart phone use, July 2009.

Le préfixe du Ghana pour les appels internationaux (en) est le +233 (en) .
En 2012, il y avait 285 000 lignes téléphoniques fixes en service, soit la 120e place mondiale, et 25,6 millions de lignes cellulaires mobiles, 42e au monde.
Le système téléphonique dispose d'une infrastructure de lignes fixes concentrée à Accra et de quelques boucles locales sans fil installées, les lignes domestiques utilisant principalement des relais radio à micro-ondes. Il existe 4 stations terrestres de satellites Intelsat (océan Atlantique). Le relais radio micro-ondes relie le Ghana à ses voisins (2009).
Les câbles sous-marins internationaux à fibre optique SAT-3/WASC, Main One, GLO-1 (en) et ACE assurent des liaisons vers les pays situés le long de la côte ouest de l'Afrique et vers l'Europe et l'Asie.
En 2010, deux sociétés de téléphonie fixe et six sociétés de téléphonie mobile ont été autorisées à opérer au Ghana, dont cinq étaient en activité, 13 fournisseurs de satellite ont été autorisés, dont huit étaient en activité, 176 fournisseurs de VSAT ont été autorisés, dont 57 étaient en activité, et 99 opérateurs de réseaux publics et privés ont été autorisés, dont 25 étaient en activité. Les sociétés de télécommunications autorisées comprennent Mobile Telecommunications Networks (MTN), Vodafone Ghana qui a acheté Telecom Ghana, Tigo qui a remplacé Mobitel (Millicom International Cellular), Bharti Airtel et Zain qui ont acquis Western Telesystems Ltd (Westel), Glo Mobile Ghana Limited (en) , et Expresso Telecom qui a acquis Kasapa Telecom En 2017, Tigo Ghana et Airtel Ghana ont fusionné pour former AirtelTigo.
La concurrence entre les fournisseurs de téléphonie mobile a stimulé la croissance, avec une télédensité de téléphonie mobile en 2009 de plus de 80 pour 100 personnes et en augmentation. Le coût des téléphones portables est augmenté par les taxes d’environ 38 %.
Le marché des télécommunications du Ghana a connu plusieurs changements ces dernières années, à la suite de la privatisation de l'opérateur historique Ghana Telecom et à son changement de nom en Vodafone Ghana. Deux des principaux acteurs ont fusionné pour former AirtelTigo en 2017, bien qu'à la mi-2020, les sociétés mères de l'opérateur aient décidé de quitter le marché. La vente et le transfert d'AirtelTigo à l'État ont été finalisés en novembre 2021.
Selon les rapports sur le marché des services de télécommunications au Ghana, la taille du marché des services de télécommunications au Ghana était évaluée à 1,9 milliard de dollars en 2022. Le marché devrait croître à un TCAC de 3,1 % au cours de la période de prévision 2022-2027. Des initiatives telles que les projets de téléphonie rurale et d’inclusion numérique et le projet de ville intelligente stimuleront le secteur des télécommunications dans le pays. Les rapports montrent les principales sociétés de télécommunications au Ghana : MTN Ghana, Vodafone Ghana, AirtelTigo Ghana et Glo Ghana.
En tant que géant des télécommunications du pays, MTN Ghana est en passe d'étendre et d'améliorer son réseau d'ici 2025 avec un investissement d'un milliard de dollars. Cela contribuera grandement à améliorer les services de télécommunication dans le pays.

## Impact du Covid-19
La pandémie de COVID-19 a eu un impact négligeable sur l’industrie des télécommunications du Ghana, ce qui a entraîné des changements dans l’industrie. En mars 2020, la consommation de haut débit pendant les heures ouvrables a augmenté, alors que le pays s'adaptait à la vie avec la COVID-19. Le secteur des télécommunications a connu une croissance de l’audience en semaine, des locations et des achats de films. Le visionnage en direct a augmenté de 15 % et la vidéo à la demande gratuite a augmenté de 25 % au cours de la semaine, car davantage de personnes étaient confinées à la maison.
Le marché des télécommunications du Ghana a connu une forte croissance ces dernières années et devrait continuer à croître au cours de la période de prévision jusqu'en 2025. La croissance de l’industrie est principalement due à l’augmentation de la population urbaine avec l’adoption croissante des téléphones mobiles prenant en charge les services 3G, 4G et 5G à travers le pays. Le secteur des télécommunications devrait également connaître une forte croissance au cours de la période de prévision avec l’adoption croissante de l’Internet des objets (IoT) dans le secteur qui se connecte au haut débit filaire et sans fil.